# دولت‌آباد (فیروزه)
دولت‌آباد، روستایی از توابع بخش مرکزی شهرستان فیروزه در استان خراسان رضوی ایران است.

## جمعیت
این روستا در دهستان تخت جلگه قرار دارد و براساس سرشماری مرکز آمار ایران در سال ۱۳۹۰، جمعیت آن ۲۱۶ نفر (۶۰خانوار) بوده‌است.